# Championnat de France masculin de handball 1988-1989
Navigation
Nationale 1 1987-1988 Nationale 1 1989-1990
Le championnat de France de Nationale 1 masculin 1988-1989 est le plus haut niveau de handball en France. 
Le titre de champion de France est remporté par l'US Créteil. C'est leur premier titre de championnat de France. Également finaliste de la Coupe d'Europe des vainqueurs de coupe face au TUSEM Essen (17-16 et 16-19) et vainqueur de la Coupe de France, l'US Créteil fait rentrer le handball français dans une nouvelle ère. Son président, Jean-Claude Tapie, frère de Bernard, se veut ambitieux et engage l'entraîneur yougoslave Sead Hasanefendić puis la vedette yougoslave Mile Isaković ainsi quelques-uns des meilleurs joueurs du championnat comme Pascal Mahé ou Frédéric Perez.

## Transferts
Côté joueurs, on note l'arrivée, à Créteil, de la star yougoslave Mile Isaković. Le club de Jean-Claude Tapie n'a d'ailleurs pas lésiné sur les moyens en enrôlant également les internationaux Christophe Esparre et Denis Tristant. Autres arrivées, celles du yougoslave Boro Divković à Nancy et du jeune réunionnais Jackson Richardson à Paris. À l'inverse, Lille a perdu son stratège Frédéric Echivard parti rejoindre Philippe Médard au Montpellier Paillade en Nationale 2 (3e division). Côté entraîneurs, le Hongrois Árpád Kővári a rejoint Ivry et le Yougoslave Michel Obradović a pris la route de Marseille. En cours de saison, Mirko Bašić, le gardien de but yougoslave champion olympique rejoint le HB Vénissieux 85.
L'ensemble des mouvements pour cette saison est :
- USAM Nîmes 30 (1er en 1988)
  - Président : Emile Giran, Entraîneur : Jean-Paul Martinet.
  - Départs : Branko Štrbac (Trieste), Patrick Avesque (Pont Saint-Esprit).
  - Arrivée : néant.
- US Créteil (2e en 1988)
  - Président : Jean-Claude Tapie. Entraîneurs : Thierry Anti et Sead Hasanefendić.
  - Départs : Patrick Lasfont (Paris Asnières), Andrzej Tłuczyński (pl) (CSA Kremlin-Bicêtre), Philippe Germain (USM Gagny 93), Philippe Dupuis (Sucy-en-Brie), Thierry Anti (arrêt).
  - Arrivées : Mile Isaković (Metaloplastika Šabac), Denis Tristant (US Ivry), Christophe Esparre (AC Boulogne-Billancourt).
- USM Gagny 93 (3e en 1988)
  - Président : Claude Rouffaud. Entraîneur : Jean-Michel Germain.
  - Départs : Franck Andretti (CSM Finances-Levallois SC), Philippe Grillard (CSM Finances-Levallois SC), Alain Nauche (Vaires), Frédéric Garnier (Vaires), Jan Hamers (V&L Geleen), Sylvain Piscina (CSM Livry-Gargan).
  - Arrivées : Jean-Marc Barthélémy (US Dunkerque), Abdelhaziz Mihoubi (Algérie).
- SMEC Metz (4e en 1988)
  - Président : Pierre Krumbholz. Entraîneur : Jean-Paul Krumbholz.
  - Départs : Alexandre Farge (arrêt), Michel Bour (arrêt), Bruno Gérard (Pagny/Moselle), Jean-Marie Daguenet (arrêt).
  - Arrivées : Serge Schmutz (US Dunkerque), Eric Girard (ESS Dieulouard HB).
- HB Vénissieux 85 (5e en 1988)
  - Président : Lucien Lewandowski. Entraîneur : Serge Saissac.
  - Départs : Gérald de Haro (St-Priest), Claude Ligneron (ES Saint-Martin d'Hères), Serge Di Palma (arrêt), Hervé Lambert (Caluire), Christian Fouilloud (arrêt).
  - Arrivée : Didier Bounichou (RC Péage-Roussillon), Mirko Bašić (Medveščak Zagreb, janvier 1989).
- Stade Marseillais UC (6e en 1988)
  - Président : Maurice Mattéoni. Entraîneur : Michel Obradovic.
  - Départs : Laurent Vincent, Christian Csak (Mougins), Patrick Sabatier (arrêt), Hervé Javourez (CMS Marignane), Denis San Carlos (Mougins).
  - Arrivées : Mickaël Lobanoff (AC Boulogne-Billancourt), Christophe Gicleux (Istres Sports), Olivier Mlakar (Aix UC), Franck Turelle (HBC Carpentras).
- Paris-Asnières (7e en 1988)
  - Président : Gérard Picard. Entraîneur : Yann Blanchard.
  - Départs : Dominique Poullard (Stella Saint-Maur), Thierry Lebris (HBC Nantes), Jean-François Villard (AAE Saint-Brice), Willy Aguiar (AC Boulogne-Billancourt).
  - Arrivées : Patrick Lasfont (US Créteil), Olivier Ouakil (CSM Livry-Gargan), Jackson Richardson (La Réunion), Didier Verdon (CSM Livry-Gargan).
- US Ivry (8e en 1988)
  - Président : Maurice Zellner. Entraîneur : Árpád Kővári.
  - Départs : Denis Tristant (US Créteil), Luc Philippy (CSM Livry-Gargan), Gilles Robin (arrêt), David Morelli (arrêt).
  - Arrivées : Lionel Nicolas (AC Boulogne-Billancourt), Karim Bouaouni (RSC Montreuil), Frantz Wagner (AS Saint-Mandé).
- Lille Université Club (9e en 1988)
  - Président : Alain Carton. Entraîneur : Michel Agostini.
  - Départs : Frédéric Echivard (Montpellier Paillade), Terni Agostini (Vitrolles), Patrick Dambrine (arrêt).
  - Arrivée : Michel Laurent (C. Billy-Montigny).
- SLUC Nancy COS Villers (1er de Nationale 1B en 1988)
  - Président : Jean Weille. Entraîneur : André Girard.
  - Départ : Alain Huet (arrêt).
  - Arrivées : Christophe Frattini (Longwy), Boro Divkovic (RK Bugojno).
- ESM Gonfreville l'Orcher (2e de Nationale 1B en 1988)
  - Président : Christian Petit. Entraîneur : Denis Osmont.
  - Départs : Denis Guerrand (Gravenchon), Jean-Luc Rosolenet (Gravenchon).
  - Arrivées : Emmanuel Bellanger (SPN Vernon), Jean-Christophe Rousseau (SPN Vernon), Christian Fitte-Duval (Dieppe).
- Villeurbanne Handball Club (3e de Nationale 1B en 1988)
  - Président : Gérard Chavancy. Entraîneur : Roger Flament.
  - Départ : néant.
  - Arrivées : Pascal Carré (HBC Villefranche), Daniel Bentivoglio (HBC Villefranche).

## Classement final
Le classement final est,, :
|    | Équipe                         | Pts | J  | G | N | P | Bp  | Bc  | Diff |
| -- | ------------------------------ | --- | -- | - | - | - | --- | --- | ---- |
| 1  | US Créteil (F)                 | 62  | 22 | . | . | . | 577 | 407 | 170  |
| 2  | USAM Nîmes 30 (T)              | 60  | 22 | . | . | . | 546 | 423 | 123  |
| 3  | USM Gagny 93                   | 54  | 22 | . | . | . | 523 | 499 | 24   |
| 4  | SMEC Metz                      | 52  | 22 | . | . | . | 441 | 402 | 39   |
| 5  | Stade Marseillais UC           | 49  | 22 | . | . | . | 543 | 497 | 46   |
| 6  | Villeurbanne Handball Club (P) | 41  | 22 | . | . | . | 467 | 484 | -17  |
| 7  | HB Vénissieux 85               | 40  | 22 | . | . | . | 514 | 529 | -15  |
| 8  | Lille Université Club          | 39  | 22 | . | . | . | 481 | 485 | -4   |
| 9  | US Ivry                        | 39  | 22 | . | . | . | 441 | 483 | -42  |
| 10 | SLUC Nancy COS Villers (P)     | 38  | 22 | . | . | . | 391 | 425 | -34  |
| 11 | Paris-Asnières                 | 27  | 22 | . | . | . | 429 | 518 | -89  |
| 12 | ESM Gonfreville l'Orcher (P)   | 26  | 22 | . | . | . | 392 | 531 | -139 |

|     | Champion de France, qualifié en Coupe des clubs champions |
|     | Qualifié en Coupe des coupes                              |
|     | Qualifié en Coupe de l'IHF                                |
|     | Relégation en Nationale 1B                                |
| (T) | Tenant du titre                                           |
| (P) | Promu de Nationale 1B                                     |
| (F) | Vainqueur de la Coupe de France                           |

## Effectif du champion
L'effectif de l'US Créteil, champion de France, était :
- Gardiens de but : Frédéric Perez (27 ans), René Colafranceschi (36 ans)
- Joueurs de champ : Philippe Desroses (31 ans), Hassen Bouaouli (25 ans), Marc-Henri Bernard (28 ans), Pascal Mahé (25 ans), Stéphane Huet (29 ans), François-Xavier Houlet (20 ans), Mile Isaković (30 ans), Denis Tristant (24 ans), Christophe Esparre (28 ans).
- Autres joueurs ayant participé à l'aventure : Damien Pellier, Kamel Remili, Ludovic Karsenty, David Dumontel.
- Entraîneurs : Sead Hasanefendić et Thierry Anti
- Président : Jean-Claude Tapie.

## Statistiques et récompenses

### Meilleurs buteurs
Les meilleurs buteurs du championnat sont :
|    | Joueur              | Club                     | Buts |
| -- | ------------------- | ------------------------ | ---- |
| 1  | Frédéric Volle      | USAM Nîmes 30            | 154  |
| 2  | Mile Isaković       | US Créteil               | 146  |
| 3  | Laurent Munier      | HB Vénissieux 85         | 134  |
| 3  | Nicolas Cochery     | USM Gagny 93             | 134  |
| 5  | Alexandru Fölker    | Lille UC                 | 129  |
| 6  | Velibor Nenadić     | Stade Marseillais UC     | 125  |
| 7  | Denis Lathoud       | HB Vénissieux 85         | 117  |
| 8  | Bernard Gaffet      | Stade Marseillais UC     | 101  |
| 9  | Pascal Mahé         | US Créteil               | 96   |
| 10 | Frédéric Anquetil   | ESM Gonfreville l'Orcher | 95   |
| 11 | Gaël Monthurel      | HB Vénissieux 85         | 92   |
| 11 | Tomislav Križanović | US Ivry                  | 92   |
| 13 | Philippe Gardent    | USM Gagny 93             | 91   |
| 14 | Boro Divković       | SLUC Nancy-COS Villers   | 89   |
| 14 | Christophe Perli    | Villeurbanne HBC         | 89   |

### Meilleurs joueurs
A l'issue de la saison, un vote parmi les 12 clubs (l'entraineur et 1 joueur par club, soit 24 votes) a permis de désigner une équipe type :
- Meilleur gardien de but : Jean-Luc Thiébaut (SMEC), 13 voix, Yohann Delattre (Lille UC) 4, Frédéric Perez (US Créteil) 4, Mirko Bašić (HB Vénissieux) 3.
- Meilleur ailier gauche : Mile Isaković (US Créteil) 23 voix, Éric Quintin (SMUC) 1.
- Meilleur arrière gauche : Frédéric Volle (USAM Nîmes 30) 21 voix, Alexandru Fölker (Lille UC) 2, Nicolas Cochery (USM Gagny) 1.
- Meilleur demi-centre : Gilles Derot (USAM Nîmes 30) 12 voix, Éric Cailleaux (USM Gagny) 6, Velibor Nenadić (SMUC) 2, Stéphane Huet (US Créteil) 1, Michel Cicut (SMUC) 1, Laurent Munier (HB Vénissieux) 1, Alexandru Fölker (Lille UC) 1.
- Meilleur pivot : Philippe Gardent (USM Gagny) 19 voix, Christophe Esparre (US Créteil) 2, Philippe Courbier (USAM Nîmes 30) 2, Frédéric Anquetil (ESM Gonfreville l'Orcher) 1.
- Meilleur arrière droit : Zoran Calić (Villeurbanne HC) et Klaus Jensen (USAM Nîmes 30) 10 voix, Marc-Henri Bernard (US Créteil) 2, Pascal Mahé (US Créteil) 1, Velibor Nenadić (SMUC) 1.
- Meilleur ailier droit : Denis Tristant (US Créteil) 9 voix, Thierry Perreux (USM Gagny) 7, Olivier Cochennec (Lille UC) 6, Christophe Gigleux (SMUC) 1, Pascal Sanchez (USAM Nîmes 30) 1.